# Евтушенко, Максим Олегович
Максим Олегович Евтушенко (укр. Максим Олегович Євтушенко; род. в 1996 году, Украина) — украинский борец классического стиля. Бронзовый призёр чемпионата Европы по греко-римской борьбе 2021. Вице-чемпион Украины. Мастер спорта Украины международного класса.

## Биография
Максим родился в Краматорске, Донецкой области. Начал заниматься греко-римской борьбой в 5 лет в ДЮСШ № 1 Краматорского городского совета, тренируется под руководством своего отца — Олега Евтушенко

## Спортивная карьера
Первые результаты для Максима пришли на кадетском первенстве мира в Сербии, где он завоевал бронзовую медаль в весе до 54 кг. В 2015 году выступил на международном турнире памяти Эдуарда Никифирова в городе Владимир (Россия), где стал вторым. В 2017 году Евтушенко стал финалистом чемпионата Украины весе до 71 кг, который прошёл в Житомире, так же в 2017 году стал бронзовым медалистом чемпионата мира среди военнослужащих в весе до 71 кг, прошедший в Клайпеде, Литва. В 2019 году Максим добыл очередную бронзовую медаль на первенстве мира среди борцов до 23 лет. В 2021 году выиграл кубок Украины в Черкассах и отобрался на чемпионат Европы по греко-римской борьбе в Польше, где он уступил чемпиону мира из Армении Малхасу Амояну, но выиграл в мало финале своего соотечественника представляющего Польшу Романа Пацурковского. Участник чемпионата мира 2021. В 2022 году Максим выиграл бронзовую медаль 2022 Чемпионата Украины в весе до 67 кг.

## Спортивные достижения
- 2017 Чемпионат Украины — ;
- 2019 Первенстве мира до 23 лет — ;
- 2021 Чемпионат Европы — ;
- 2022 Чемпионат Украины — ;